# Joseph Mathunjwa
 (juin 2023).
Joseph Mathunjwa, né le 26 mai 1965, est le président de l'Association des mineurs et des travailleurs de la construction (AMCU).

## Biographie
Mathunjwa est né à Amathikulu, dans le nord du KwaZulu-Natal, en Afrique du Sud. Son premier emploi était celui d'employé de laboratoire en 1986 chez Rand Coal, où il gagnait entre 300 et 400 rands par mois. Son intérêt pour les syndicats est né lorsqu'il a vu des personnes être licenciées sans que les entreprises ne fassent d'effort pour sauver leurs emplois. Le premier licenciement qu'il a contesté devant le tribunal du travail a eu lieu chez BHP Billiton en 2005, et il a remporté l'affaire, ce qui a marqué le point de départ pour lui et l'AMCU (Association des mineurs et des travailleurs de la construction), qu'il préside.
En août 2022, lors d'un discours, Mathunjwa a déclaré que l'Afrique du Sud était plus fonctionnelle pendant l'apartheid sous les blancs qu'elle ne l'est actuellement,.

## Vie privée
En 2012, Joseph Mathunjwa est marié et a trois enfants.